# Auguste Béraud
Auguste Béraud, né à Monteux le 17 janvier 1858 et mort à Paris le 2 février 1905, est un homme politique français.

## Biographie
Après des études au lycée à Avignon, Auguste Béraud poursuit ses études à la faculté de médecine à Paris, où il obtient son doctorat en 1885. Il ouvre alors son cabinet das sa ville natale, ou il exerce jusqu'en 1891. À la fin de son mandat de député, il reprend son activité médicale, qu'il arrête en 1900, lors de son entrée au sénat. Il meurt en 1905, des suites à une maladie, d'évolution rapide. Son éloge funèbre est prononcé par Armand Fallières, alors Président du Sénat et futur Président de la République.

## Mandat parlementaires
Auguste Béraud est élu député, pour l'arrondissement de Carpentras, le 6 décembre 1891, à la suite d'Alfred Michel, décédé. Il n'est pas réélu en 1893, battu par Alfred Naquet.
Auguste Béraud se présente aux élections sénatoriales en 1900, où il est élu dans les rangs de la gauche. il est alors membre et secrétaire de plusieurs commissions sénatoriales, et intervient sur plusieurs sujets, comme les crédits pour la Chine, l'éducation, le budget. Il occupe le poste de Secrétaire du Sénat de 1903 à 1905.
Il est l'un des six vice-présidents du comité exécutif du Parti républicain, radical et radical-socialiste en 1904.

## Sources
- « Auguste Béraud », dans le Dictionnaire des parlementaires français (1889-1940), sous la direction de Jean Jolly, PUF, 1960 [détail de l’édition]

## À voir aussi